# Heinäjärvi (sjö i Varkaus, Norra Savolax, 62,27 N, 28,54 Ö)
Heinäjärvi är en sjö i kommunen Varkaus i landskapet Norra Savolax i Finland. Sjön ligger 79,2 meter över havet. Den är 11,18 meter djup. Arean är 1,16 kvadratkilometer och strandlinjen är 12,52 kilometer lång. Sjön  ingår i Vuoksens huvudavrinningsområde.   Den ligger omkring 81 kilometer sydöst om Kuopio och omkring 300 kilometer nordöst om Helsingfors. 
I sjön finns öarna Petäjäsaari, Kivikkosaari och Heinäsaari. 